# Косов, Валентин Николаевич
Валенти́н Никола́евич Ко́сов (14 июня 1939 — 28 апреля 2022) — советский футболист, нападающий. Мастер спорта СССР (1967).

## Карьера
С 1959 по 1961 год играл в команде класса «Б» союзного первенства «Терек» (Грозный). В 1961—1962 годах — в команде класса «А» СКА (Ростов-на-Дону). За ростовчан провёл свой единственный матч в высшей лиге — 5 октября 1961 года против «Пахтакора» в Ташкенте. В 1962—1964 годах играл в классе «Б» за «Торпедо» (Таганрог) и «Трактор» (Волгоград). В 1965—1966 годах вновь играл в «Тереке», в 76 играх забил 22 мяча, войдя в тройку лучших бомбардиров «Терека» за время его выступления во второй группе класса «А» (1965—1969). В 1967 году был в числе приглашённых в житомирский «Автомобилист» тренером Виктором Жилиным. В том году команда одержала победу в зональном первенстве и выиграла финал УССР класса «Б», перейдя во вторую группу класса «А», 16 игрокам «Автомобилиста» было присвоено звание мастеров спорта СССР. В 1970—1972 годах играл в командах второй группы класса «А» «Строитель» (Полтава), «Десна» (Чернигов) и «Спартак»/«Фрунзенец» (Сумы).
Работал тренером в Набережных Челнах.